# Axel Roos (politiker)
Axel Bernhard Roos (II, i riksdagen kallad Roos i Malmö), född 4 mars 1886 i Kristianstad, död 24 augusti 1957 i Malmö, var en svensk bankdirektör, advokat och politiker (folkpartist).
Axel Roos, som var son till bryggmästaren Axel Bernhard Roos (I, 1850–1897), blev juris doktor vid Lunds universitet 1915 och började samma år verka som advokat i Malmö. Han hade också ett flertal uppdrag inom näringslivet, bland annat som styrelseordförande och huvudägare i Skånska banken och vice styrelseordförande för Åtvidabergs industrier (Facit). I Malmö stad var han ledamot i stadsfullmäktige 1923–1926 samt 1935–1936. Han satt också i det nybildade Folkpartiets förtroenderåd (motsvarande partistyrelse) 1935–1938.
Han var riksdagsledamot i första kammaren 1937–1944 för Malmöhus läns valkrets. I riksdagen var han bland annat ledamot i andra lagutskottet 1940–1944. Som riksdagsledamot uppmärksammade han bland annat näringslivspolitik samt processrättsliga frågor.
Axel Roos var bror till Ivar Roos, gift med Gunhild Roos (född Holm) och fick två söner: Carl-Sigvard Roos (1918–1992) och Axel Bernhard Roos (III, 1922–2006).

## Utmärkelser, ledamotskap och priser
- Ledamot av Vetenskapssocieteten i Lund (LVSL)[5]